# バルボロフェリス
バルボロフェリス（学名：Barbourofelis）は、ネコ目ネコ亜目に属する、絶滅した哺乳類の属。新第三紀中新世の中期から後期にかけてアジアと北アメリカ大陸に生息した。種にもよるが体長は約1.3 - 1.5メートル。発達した犬歯や、その犬歯の受け皿となる下顎の突出部が特徴の一つである。

## 分類
バルボロフェリスはバーナード・シュルツ、マリアン・シュルツ、ラリー・マーティンにより1970年に命名された。属名はホロタイプ標本の発見の数日前に死去した古生物学者Erwin Hinckley Barbour (en) への献名である。上位分類群はバルボロフェリス科とされているが、バルボロフェリス科自体の位置付けが確定的ではなく、2020年時点ではニムラブス科の下位分類とする見解もある。

## 特徴

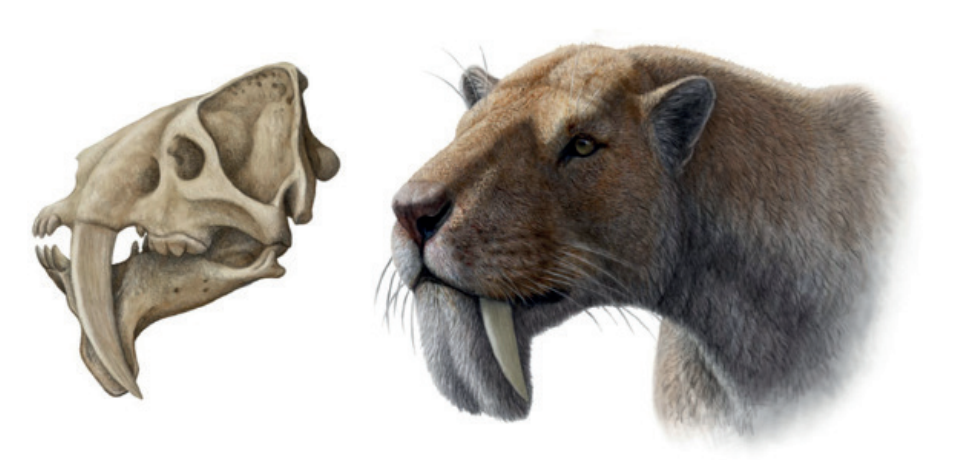
B. fricki の生態想像復元図

バルボロフェリス属ならびにバルボロフェリス科で最大の種である B. fricki は、体長は1.5メートルや1.6メートルとされ、肩の高さは90センチメートルに達した。なお、四肢は短かった。頑強な骨格と筋肉質な肉体を有していたことが示唆されている。冨田幸光は著書で「クマのようなライオン」と形容されそうであると表現している。
属全体の特筆すべき特徴には、眼窩の後方に発達した骨のアーチ、下顎の左右両側に存在する下向きの突起が挙げられる。この突起には口を閉じた際に犬歯を内側から保護する機能があった。また、バルボロフェリス属は裂肉歯も大型であり、死肉を効率的に処理できたことが示唆されている。これは彼らが競争の激しい生態系に生息していた、群れで生活していて食事の際に奪い合いが発生していた、などが理由として考えられている。頭蓋骨は前後に短く上下に高い。特に眼窩の後方で異様に短くなっている様子が見られる。

## 古環境
北アメリカのクラレンドニアン期（1360万 - 1030万年前）にあたるラブ・ボーン単層から産出した Barbourofelis loveorum の生息環境は、草原や水系森林や湿地が入り混じっていた。当時の環境には植物食動物ではシンテトケラスやテレオケラス、アエピカメルス、ネオヒッパリオン、ナニップスなど、動物食動物ではマカイロドゥス亜科のニムラヴィデス、イヌ科のエピキオンやオステオボルス、クマ科のアグリオテリウムが生息していた。次の時代であるヘンフィリアン期（1030万 - 490万年前）は Barbourofelis fricki の時代であったが、この時代にはマカイロドゥス亜科の Amphimachairodus coloradensisと共存していた。これらの大型のその他食肉目とバルボロフェリス科との間では競合が起き、例に挙げたような植物食動物が獲物になっていた可能性がある。